# Johan Arborén
Johan Arborén, född 1734, död 1799, var en svensk bokhandlare. Arborén startade sin verksamhet 1769 och som fokuserade på handel med ”gamla, inbundna böcker”, förlags- samt sortimentsbokhandel. Bokhandeln låg på Stora Nygatan i Gamla stan och drevs fram till hans död 1799. Arborén privilegierades 1777 och var tidigare biträde hos Lars Salvius och Lange. Han var även innehavare av en bokhandel i Åbo. Anders Abraham Stenström kom senare att ta över Arboréns bokhandel.